# HD 14412
HD 14412 is een gele dwerg met een spectraalklasse van G8V. De ster bevindt zich 41,86 lichtjaar van de zon. De ster heeft een relatieve snelheid ten opzichte van de zon van 30,6 km/s.